# Roodhalsfuut
De Roodhalsfuut (Podiceps grisegena) is een watervogel die behoort tot de futen (orde Podicipediformes; familie Podicipedidae). De roodhalsfuut is iets kleiner dan de gewone fuut. Deze vogel komt voor in Oost-Europa, westelijk tot in Denemarken. Ook in West-Canada en Alaska komt hij voor.

## Kenmerken
In prachtkleed is hij van de fuut te onderscheiden door zijn roodbruine hals en zijn witte wangen. 's Winters is het verschil minder groot, maar hij heeft geen witte wenkbrauwstreep en een gele snavelbasis. Het zomerkleed is aan de bovenzijde bruin en aan de onderzijde wit. De kop is zwart met oorpluimpjes. De poten zijn zwart.

## Leefwijze
Het voedsel bestaat uit vis, insecten, schaaldieren, weekdieren, kikkers, wormen en planten.

## Voortplanting
Het legsel bestaat meestal uit drie tot vijf eieren, die in ongeveer 23 dagen worden uitgebroed.

## Verspreiding en leefgebied
De soort telt 2 ondersoorten:
- P. g. grisegena: noordelijk en centraal Eurazië.
- P. g. holbollii (Holboells roodhalsfuut): noordoostelijk Azië en noordelijk Noord-Amerika.

Zijn voorkeur gaat uit naar kleine, ondiepe wateren. Hij nestelt in het riet of in begroeide plassen.

## Status in Nederland en Vlaanderen
Sinds medio de jaren tachtig van de vorige eeuw broeden er roodhalsfuten in Nederland. Volgens SOVON bedraagt het aantal broedvogels in 2019 9-11 paar. De soort staat als niet bedreigd op de internationale Rode Lijst van de IUCN, maar valt wel onder het AEWA-verdrag. De roodhalsfuut is in 2004 vanwege zijn zeldzaamheid als gevoelig op de Nederlandse Rode Lijst gezet. De soort staat niet op de Vlaamse Rode Lijst van broedvogels.

Als wintergast en doortrekker komt de roodhalsfuut in zeer klein aantal voor in Nederland en Vlaanderen (zie waarnemingen bij externe links).

## Fotogalerij

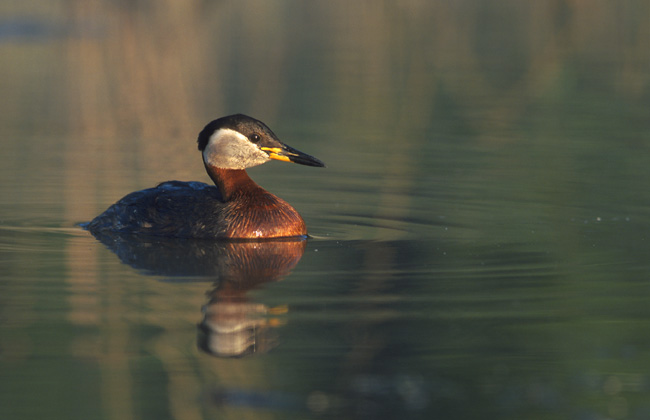
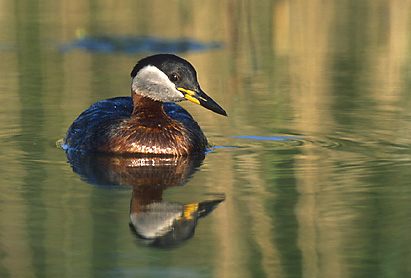
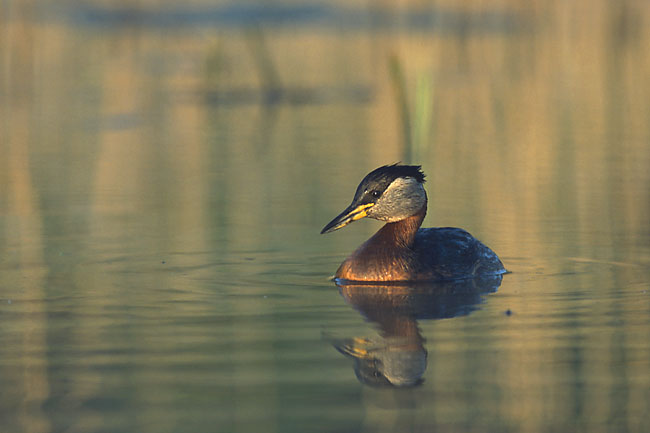

## Video
- Roodhalsfuut in zomerkleed